# Stipa
Stipa es un género de gramíneas (Poaceae), perennes y cespitosas, que comprende aproximadamente 250 especies distribuidas por todo el globo.

## Generalidades
En las regiones esteparias de América, el género Stipa es con frecuencia dominante. Forma la Pampa seca, las antiguas Grandes Praderas de Norteamérica, las sabanas de África y Sudamérica y las estepas euroasiáticas, mediterráneas y africanas. Sus especies tienen a veces valor forrajero, o bien son perjudiciales debido a las perforaciones que sus frutos producen en los cueros de los animales. Una especie del sur de Europa y norte de África, Stipa tenacissima L., es el "esparto" utilizado en la fabricación de papel y cordelería.
Muchas especies están adaptadas a suelos áridos, semidesiertos y estepas, a las que les dan nombre, caracterizan y se emplean para evitar la erosión de los suelos y la desertización.
En zonas apropiadas forman praderas densas solas o en compañía de otros grupos. Aunque en agricultura suelen ser consideradas malezas, algunas especies se emplean por la resistencia de sus fibras para realizar cuerdas, cestos y otras urdimbres. Por su gran capacidad de regeneración y su resistencia a desaparecer son un alimento importante para muchos herbívoros y caracterizan muchas praderas salvajes en zonas secas de todo el planeta. Aunque hay excepciones, conforme las zonas son más frescas y húmedas, se desarrolla otro tipo de vegetación que sustituyen poco a poco a las especies del género stipa.

## Descripción
Stipa incluye pastos perennes, cespitosos, de unos 30 cm pero en ocasiones de hasta dos metros y medio, frecuentemente con hojas de lámina convoluta. Las espiguillas se hallan dispuestas en panojas generalmente laxas. Todas las Stipa se reconocen por tener unas aristas muy largas, que cuando son maduras en algunos se enrollan entre ellas quedando completamente enmarañadas.
Las espiguillas son unifloras, articuladas por encima de las glumas, con articulación oblicua que deja un callus puntiagudo e hirsuto unido al flósculo. Las glumas son membranosas, frecuentemente hialinas, agudas o acuminadas en el ápice, iguales o ligeramente desiguales. La lema es estrecha, notablemente convoluta, obovoidea, fusiforme o lineal, endurecida a la madurez y persistente sobre el cariopse, terminada superiormente en una arista generalmente persistente, enroscada y geniculada (doblada) una o dos veces. La pálea es plana, lanceolada, no carenada, frecuentemente reducida, rodeada por la lema. El androceo está compuesto por 3 estambres, las anteras son amarillas o violáceas, frecuentemente con un mechoncito de pelos en el ápice. El cariopse es fusiforme u obovado, con hilo linear.

## Taxonomía
El género fue descrito por Carlos Linneo y publicado en Species Plantarum 1: 78–79. 1753. La especie tipo es: Stipa pennata L.
Etimología
Stipa: nombre genérico que deriva del griego stupe (estopa) o stuppeion (fibra), aludiendo a las aristas plumosas de las especies euroasiáticas, o (más probablemente) a la fibra obtenida de pastos de esparto.
Citología
Tiene un número de cromosomas de: x = 9, 10, 11, 12, y 22. 2n = 22, 28, 40, 44, 48, 68, y 96. 2, 4, y 8 ploidias.

## Especies
- Lista de especies de Stipa[3][4]

Stipa tenacissima, Stipa gigantea, Stipa parviflora, Stipa barbata, Stipa lagascae, Stipa pennata, Stipa offneri, Stipa caudata...
Stipa papposa recibe en Argentina el nombre común de aibé.